# وانا ویگلا
وانا ویگلا (به لاتین: Vana-Vigala) یک روستا و manor house در استونی است که در دهستان ویگولا واقع شده‌است.